# Domaine de Kaga

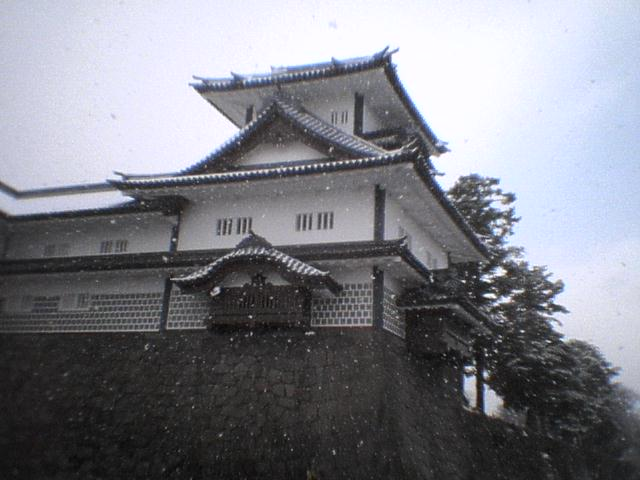
Le château de Kanazawa, siège du domaine de Kaga.

Le domaine de Kaga (加賀藩, Kaga-han) est un domaine féodal japonais situé dans les anciennes provinces de Kaga, de Noto et d'Etchū (actuelles préfectures d'Ishikawa et de Toyama). Fondé par Toshiie Maeda, le domaine est principalement contrôlé par le clan Maeda.
Il a la particularité d'avoir été le domaine le plus riche du Japon avec des revenus de 1 000 000 koku.
Le fief est également appelé domaine de Kanazawa (金沢藩, Kanazawa-han).

## Liste desdaimyos
1. Maeda Toshiie (père fondateur)
2. Maeda Toshinaga
3. Maeda Toshitsune
4. Maeda Mitsutaka
5. Maeda Tsunanori
6. Maeda Yoshinori
7. Maeda Munetoki
8. Maeda Shigehiro
9. Maeda Shigenobu
10. Maeda Shigemichi
11. Maeda Harunaga
12. Maeda Narinaga
13. Maeda Nariyasu
14. Maeda Yoshiyasu